# Воробьёва-Хржич, Наталья Юрьевна
Ната́лья Ю́рьевна Воробьёва (род. 18 ноября 1949, Днепродзержинск, Украинская ССР, СССР) — советская, югославская и хорватская актриса, писательница и поэтесса.

## Биография
Наталья Воробьёва родилась в городе Днепродзержинске в семье крупного чиновника, руководителя главка в Министерстве химической промышленности СССР. Мать вела показы в Доме моделей. Впоследствии с семьёй переехала в Москву.

### Актёрская карьера
Окончила школу с химическим уклоном, но идти по стопам отца не захотела. Год работала манекенщицей в Доме моделей, затем поступила в ГИТИС на актёрское отделение. Ещё на третьем курсе её утвердили на роль Эллочки-людоедки в комедии Леонида Гайдая «12 стульев», этот образ и стал «визитной карточкой» актрисы.
Преподавательница по актёрскому мастерству Мария Орлова запрещала студентам сниматься, и у Воробьёвой начались проблемы: её сняли со всех ролей, а в дипломном спектакле по пьесе Максима Горького «Егор Булычов и другие» ей выделили самую маленькую роль — монашки Таисьи. Тем не менее, по словам актрисы, после показа спектакля преподаватели отметили две работы: заглавную, Егора Булычова, и её Таисью.
В 1971 году окончила ГИТИС. С 1969 по 1974 год снялась в 16 советских фильмах.
С 1974 года проживает в Загребе. Даже после того, как вышла замуж за хорвата по фамилии Хржич, продолжала сниматься под фамилией Воробьёва, в том числе в двух югославских фильмах. Вскоре, однако, её перестали приглашать из-за лишних хлопот с переозвучиванием русской актрисы.

### Литературная деятельность
Оставив кино, занялась литературной и преподавательской деятельностью. Пишет стихи, автобиографическую прозу. Обучала русскому языку студенток загребского филологического факультета, солистов оперы, исполняющих произведения русских композиторов. Как театральный режиссёр поставила моноспектакль.
Является членом Союза писателей России, работает в Загребском лексикографическом институте имени Мирослава Крлежи, выступает в качестве консультанта по русскому языку в Хорватском национальном театре. Автор стихотворных сборников «На канате бытия» (Москва, 1998), «Будут другие миры» (Москва, 2000), «Персты прозрения» (Москва, 2006). Её стихи, помимо того, вошли в сборник «Антология-2000», посвящённый 2000-летию христианства.
В феврале 2009 года в загребском посольстве России прошёл поэтический вечер, посвящённый творчеству Натальи Воробьёвой.

Творчество Воробьёвой-Хржич вобрало в себя культурные традиции как России, так и Хорватии. Такое взаимопроникновение позволило автору занять особую нишу в современной литературе. Своим творчеством Воробьёва-Хржич внесла важный вклад в дело культурного сближения российского и хорватского народов.— М. А. Конаровский, посол России в Хорватии

## Личная жизнь
Первый муж — актёр и кинорежиссёр Сергей Сергеевич Гурзо, сын известных советских актёров Сергея Гурзо и Надежды Самсоновой. Познакомились на съёмках фильма «Где вы, рыцари?» Леонида Быкова. Брак продлился полтора года.
Второй муж — студент архитектурного института Олег Хржич, хорват, сын специального корреспондента Югославского радио и телевидения. Прожили вместе 15 лет. Детей в обоих браках не было.

## Фильмография
- 1969 — Сказка о сказке (короткометражный) — Пастушка
- 1970 — День да ночь
- 1970 — Карусель (новелла «Роман с контрабасом») — княжна Бибулова
- 1970 — Кража — библиотекарь
- 1971 — 12 стульев — Эллочка Щукина
- 1971 — Вся королевская рать — дочь Ортона Дьюмонда
- 1971 — Где вы, рыцари? — Лена
- 1971 — Джентльмены удачи — воспитательница Елена Николаевна
- 1971 — Сестра музыканта — Лиля
- 1972 — Последние дни Помпеи — Алла Спиридоновна, ассистентка Полумухина
- 1973 — Берега — Настенька
- 1973 — Горя бояться — счастья не видать — Анфиса
- 1973 — Это сильнее меня — Маша
- 1973 — Райские яблочки — Ланела, жена министра
- 1973 — Свой парень — Зина, жена изобретателя (нет в титрах)
- 1974 — Северная рапсодия — конкурсантка
- 1979 — Ганна Главари — жена Богана

Наталья Воробьева в роли Эллочки-людоедки в фильме 12 стульев (1971 г.)